# Флешбэк (фильм, 2022)
«Флешбэк» (англ. Memory; дословно — «Память») — американский боевик 2022 года режиссёра Мартина Кэмпбелла с Лиамом Нисоном и Моникой Беллуччи в главных ролях. Он основан на романе Йефа Герартса «Дело Альцгеймера» и является ремейком предыдущей адаптации романа — бельгийского фильма «Синдром Альцгеймера». 

## Сюжет
Главный герой фильма — Алекс Льюис, наёмный убийца, живущий в Мексике и страдающий ранней стадией болезни Альцгеймера. Он работает на Давану Силмэн. Льюису поручают убить строителя Эллиса Ван Кэмпа в Эль-Пасо, штат Техас, — городе, где он вырос и где его брат находится в доме престарелых из-за тяжёлой формы болезни Альцгеймера. Тем временем Винсент Серра, сотрудник ФБР из группы по борьбе с эксплуатацией детей, работает в Эль-Пасо под прикрытием, пытаясь арестовать торговца людьми «Папу Леона». Тот берёт в заложники свою 13-летнюю дочь Беатрис, и Винсент случайно убивает его. После этого Беатрис помещают в приют. Винсент испытывает глубокое разочарование из-за того, что его расследования часто заканчиваются провалом.
Алекс убивает Эллиса и крадёт флешку из его сейфа. Он узнаёт, что его следующая цель — Беатрис, но отказывается выполнять приказ, считая, что дети «вне игры», и  угрожает адвокату Даваны Уильяму Бордену. Другой киллер, Маурисио, убивает Беатрис и нападает на Алекса, но погибает в перестрелке. Алекс, убив Бордена, находит на украденной флешке видео, на котором сын Даваны Рэнди насилует Беатрис. 
Тем временем Винсент, его команда, мексиканский детектив Уго Маркес и специальный агент Линда Эмистид расследуют убийство Ван Кэмпа. Они выясняют, что Ван Кэмп и Борден убиты из одного и того же пистолета, что Рэнди является владельцем Центрального исправительного учреждения, Ван Кэмп был его строителем, а Борден — адвокатом Рэнди. Таким образом, становится очевидным, что следующей целью может быть сам Рэнди. ФБР отправляется на его защиту, но Алекс убивает Рэнди раньше и сбегает, хотя Маркес ранит его. Симптомы болезни Альцгеймера начинают усиливаться. Алекс проникает в пентхаус Даваны и добирается до неё, но забывает, что прежде вынул ударник из своего пистолета. Один из людей Даваны, Дэни Мора, оглушает его. 
Винсент, Уго и Линда получают от Алекса посылку с флешкой. Они находят Алекса в больнице, где он находится под стражей полиции. Он рассказывает, что спрятал запись, на которой Давана угрожает Ван Кэмпу, но из-за болезни Альцгеймера не может вспомнить, где именно. Давана шантажом заставляет своего врача убить Алекса, но тот обезвреживает доктора и берёт его в заложники. Прибывшие полицейские по ошибке стреляют в заложника. Алекс успевает сесть в машину Винсента, где говорит ему, что Давана хочет «закопать это» (произносит «закопать» как «b-e-r-y»), а потом выходит из машины, и его убивают.
Винсент догадывается, что «b-e-r-y» — это оставшиеся четыре буквы на вывеске старой пекарни, где Алекс спрятал запись. Найдя доказательства, Винсент показывает их прокурору, но тот заявляет, что этого недостаточно для предъявления обвинений. Винсента отправляют в отпуск. Вскоре Уго Маркес убивает Давану. Винсент и Линда видят по телевизору в баре сообщение об этом. Винсент понимает, что Линда специально увела его из бара, чтобы обеспечить ему алиби.

## В ролях
- Лиам Нисон — Алекс Льюис
- Гай Пирс — Винсент Серра
- Моника Беллуччи — Давана Силмэн
- Арольд Торрес — Уго Маркес
- Тадж Атвал — Линда Эмистид
- Рэй Фирон — Джеральд Нуссбаум
- Рэй Стивенсон — детектив Дэни Мора
- Миа Санчес — Беатрис
- Луис Мэндилор — пьяный брокер
- Ли Бордман — Маурисио
- Стелла Стокер — Майя
- Джош Тейлор — Рэнди Силмэн
- Даниэль Де Бург — Уильям Борден
- Натали Андерсон — Марианна Борден
- Скот Уильямс — Эллис Ван Кэмп
- Атанас Сребрев — доктор Джозеф Майерс

## Создание и оценки
Фильм был анонсирован 20 февраля 2020 года. Изначально было известно, что режиссёром станет Мартин Кэмпбелл и что Лиам Нисон сыграет наёмного убийцу. В апреле 2021 года к проекту присоединились Моника Беллуччи, Гай Пирс, Рэй Фирон, Арольд Торрес и Тадж Атвал. Съёмки начались весной 2021 года в Болгарии, картина вышла в американский прокат 29 апреля 2022 года.
На сайте-агрегаторе отзывов Rotten Tomatoes фильм получил рейтинг 29 %. Консенсус критиков гласит: «Бледная копия более удачных боевиков с участием Лиама Нисона или под руководством режиссёра Мартина Кэмпбелла, „Флешбэк“ оказывается одним из самых невзрачных их совместных проектов». На Metacritic картина получила 41 балл из 100. По мнению рецензента Chicago Sun-Times Ричарда Роупера, оценившего «Флешбэк» на три звезды из четырёх, 78-летний Кэмпбелл здесь «доказывает, что он всё ещё может снять захватывающий триллер».